# Taleta
Taleta (Θαλήτας; VII secolo a.C.) è stato un musicista e poeta greco antico originario di Gortina (Creta).
Taleta operò a Sparta dove organizzò e sviluppò assieme ad altri una scuola musicale in cui era preminente la lirica corale e l'aulodia.
È ritenuto tradizionalmente l'inventore degli iporchemi e del metro peone, utilizzo nei suoi componimenti il cretico.
Contribuì inoltre ad istituire a partire 668 a.C. le Gimnopedie.